# Bembidion evidens
Bembidion evidens är en skalbaggsart som beskrevs av Thomas Casey. Bembidion evidens ingår i släktet Bembidion och familjen jordlöpare. Inga underarter finns listade i Catalogue of Life.